# Nepheloleuca politia
Nepheloleuca politia là một loài bướm đêm trong họ Geometridae.